# Zirconi(IV) oxide
Zirconi(IV) Oxide (công thức hóa học: ZrO2), đôi khi được gọi với một cái tên khác là zirconia (thường cái tên này bị nhầm lẫn với zircon), hoặc zirconi dioxide là một dạng hợp chất Oxide tinh thể màu trắng của zirconi. Dạng tự nhiên nhất của nó, với cấu trúc tinh thể đơn nghiêng, là chất khoáng baddeleyit. Zirconi(IV) Oxide có cấu trúc khối ổn định, khối này được tổng hợp tạo ra nhiều nhiều màu sắc khác nhau để sử dụng làm đá quý và mô phỏng kim cương.

## Sử dụng
Việc sử dụng chính của hợp chất zirconi(IV) Oxide là sản xuất gốm sứ, với các ứng dụng khác bao gồm cả lớp phủ bảo vệ trên các hạt titan(IV) Oxide, như là vật liệu chống cháy, cách điện, chất mài mòn và men. Zirconi(IV) Oxide ổn định được sử dụng trong cảm biến oxy và màng tế bào nhiên liệu vì nó có khả năng cho phép oxy di chuyển tự do qua cấu trúc tinh thể ở nhiệt độ cao. Độ dẫn ion cao (và tính dẫn điện thấp) làm cho nó trở thành một trong những chất điện cực hữu ích nhất.  Zirconi(IV)` Oxide cũng được sử dụng như chất điện phân rắn trong các thiết bị có chứa Chromi.